# Euronaft Trzebinia
Euronaft Trzebinia era una compagnia ferroviaria privata polacca del gruppo PKN Orlen che si occupava del trasporto per l'industria petrolchimica in Polonia.

## Storia
Nel 1997 la società madre che gestiva la Raffineria di Trzebinia è stata assegnata a una controllata separata denominata Naftotransm, che dal 19 dicembre 2003 ha cambiato in quello di Euronaft Trzebinia.
Il 1 ° giugno 2017, la società è stata incorporata da Orlen KolTrans, che, come Euronaft, faceva parte del gruppo PKN Orlen.